# Auguste Béchard
Pour les articles homonymes, voir Béchard.
Auguste Béchard est un homme politique français, né le 16 octobre 1883 à Anduze (Gard) et mort le 22 août 1965 à Lédignan (Gard). 

## Biographie
Militant socialiste dès son plus jeune âge, il rejoint la SFIO lors de sa création en 1905. Il obtient son premier mandat électif en 1913, lorsqu'il bat le sortant radical lors de la cantonale de Lédignan. Il conservera ce siège jusqu'en 1939. 
Mobilisé en 1915, il s'illustre au combat et obtient la croix de guerre et retrouve la vie politique dès son retour dans le Gard. Il est ainsi candidat SFIO aux législatives de 1919. 
Il l'est de nouveau, mais cette fois-ci comme candidat du Parti communiste, en 1924. 
L'année suivante, il est élu à la tête de la municipalité de Lédignan.  
Élu député en 1936, il siège sur les bancs communistes. Membre du groupe ouvrier et paysan français nouvellement crée par le Parti communiste, il est arrêté, le 8 octobre 1939, déchu de son mandat, le 21 janvier 1940, et condamné le 3 avril 1940 par le 3e tribunal militaire de Paris à 4 ans de prison avec sursis, 4 000 francs d'amende et 5 ans de privation de ses droits civiques et politiques, bien qu’il se soit désolidarisé entre-temps du Parti communiste.
Il est cependant contraint à la résidence surveillée à Aincourt. Libéré le 10 février 1942, il se retire dans l'Hérault. Il est soupçonné de s'être rapproché du Parti ouvrier et paysan français. Il est exclu du PC en 1943.
Après la guerre, il abandonne la vie politique.

## Mandats
- Maire de Lédignan
- Conseiller général du Canton de Lédignan
- Député du Gard (1936-1940)

## Distinction
- Croix de guerre 1914-1918